# Probolotettix corticolus
Probolotettix corticolus är en insektsart som beskrevs av Blackith, R.E. och R.M. Blackith 1987. Probolotettix corticolus ingår i släktet Probolotettix och familjen torngräshoppor. Inga underarter finns listade i Catalogue of Life.